# 吳茲明
吳茲明（1948年—），歌仔戲（薌劇）演員，工生行，中國共產黨員，中國国家一级导演，福建省漳州市薌劇團黨支部書記兼藝術總監和總導演。

## 简历
在漳州藝術學校學習歌仔戲（薌劇）表演專業，師承邵江海、蘇登發等先生。 
1963年起在漳州市薌劇團工作，曾任副團長、團長。
2008年1月26日，他成為被列進中華人民共和國國務院文化部公布的第2批國家級非物質文化遺產項目代表性傳承人名錄的四位歌仔戲藝員中的一位，另三位是同劇團的国家一级演员鄭秀琴和廈門市的紀招治、陳志明。